# Software propietario
El software propietario, privativo o no libre (en contraposición al software libre), es el software del cual no existe una forma libre de acceso a su código fuente, el cual solo se encuentra a disposición de su desarrollador y no se permite su libre modificación, adaptación o incluso lectura por parte de terceros. Para la Fundación para el Software Libre (FSF), este concepto se aplica a cualquier programa informático que no es libre o que solo lo es parcialmente (semilibre), sea porque su uso, redistribución o modificación está prohibida, o sea porque requiere permiso expreso del titular del software o software de aplicación.
La persona física o jurídica (compañía, corporación, fundación, etc.), al poseer los derechos de autor sobre un software, tiene la posibilidad de controlar y restringir los derechos del usuario sobre su programa, lo que en el software no libre implica por lo general que el usuario solo tendrá derecho a  el software bajo ciertas condiciones, comúnmente fijadas por el proveedor, que signifique la restricción de una o varias de las cuatro libertades.

## Historia
En los años 1960 los laboratorios Bell proporcionaron el código fuente de su sistema operativo UNIX, y tiempo después comenzó a existir lo que se conoce como software de código cerrado. Sin embargo hay que destacar que, al inicio de la era de la informática, era común que agrupaciones científicas estuvieran dispuestas a ceder su código a terceros sin un pago por el mismo ya que tampoco había una política que lo reglamentara y además era un beneficio común conocer los desarrollos ajenos en busca de la estandarización.
Pasado el tiempo es en 1979 cuando el gobierno de los Estados Unidos obliga a IBM a distinguir entre software y hardware que hasta entonces no se distinguían claramente, dando lugar a los primeros intentos de cerrar el código de los programas. Aún en esa época, se encontraba en revistas como Creative Computing y Byte hojas y hojas llenas de código libre.

### Softwarepropietario
No existe consenso sobre el término a utilizar para referirse al opuesto del software libre (software no libre). La expresión software propietario proviene del término en inglés "proprietary software". En la lengua anglosajona, "proprietary" significa «poseído o controlado privadamente» («privately owned and controlled»), que destaca la manutención de la reserva de derechos sobre el uso, modificación o redistribución del software. Inicialmente utilizado, pero con el inconveniente de que la acepción proviene de una traducción inapropiada del inglés, no correspondiendo su uso como adjetivo en el español, de manera que puede ser considerado como una forma de espanglish.
Visto desde la perspectiva de la traducción, el término "propietario" en español resultaría inadecuado, pues el significado de dicha palabra es «que tiene derecho de propiedad sobre algo», por lo que no podría calificarse de "propietario" al software, al no ser considerado una personal física o jurídica por ninguna legislación vigente en el mundo hispanohablante. Asimismo, la expresión "software propietario" podría ser interpretada como "software sujeto a propiedad",[cita requerida] y su opuesto, el software libre, también tiene un propietario (quien desarrolla el código) y está sujeto al derecho de autor, siendo la diferencia entre ambos el modelo de licencia a aplicar. Según esta interpretación, se puede afirmar que "todo software es propietario", por lo que tanto compañías como organizaciones no lucrativas han optado por referirse al software con restricciones de uso, estudio, copia o mejora como software privativo,[cita requerida] software de código cerrado (closed source) o sencillamente, software no libre (nonfree). Con la intención de corregir el defecto de la expresión "software propietario" aparece el término "software con propietario",[cita requerida] sin embargo, se argumenta en contra del término "con propietario", justamente, su similitud con proprietary en inglés, que solo haría referencia a un aspecto del software que no es libre, manteniendo una de las principales críticas a este (de "software sujeto a derechos" o "propiedad"). Adicionalmente, si "propietario" refiere al titular de los derechos de autor (y está claro que no puede referir al usuario, en tanto este es simplemente un cesionario), no resuelve la contradicción: todo el software libre tiene también titulares de derechos de autor.[cita requerida]

### Softwareprivativo
Según la opinión de algunos activistas del Movimiento de Software Libre, el término "software propietario" fue introducido por empresas desarrolladoras como campaña publicitaria para desacreditar al software libre en cuanto a la propiedad del mismo haciéndola parecer como difusa y sin ninguna garantía de soporte legal para quien lo adquiría.[cita requerida] La expresión software privativo comenzó al ser utilizada por Richard Stallman, desde el año 2003, en sus conferencias sobre software libre, siendo en su opinión más adecuada que "software propietario". Según Stallman, el término "privativo" significa "que causa privación o restricción de derechos o libertades", justamente lo que se pretende describir con él: la privación a los usuarios de sus libertades en relación con el software, esto desde el punto de vista de las organizaciones que apoyan las opciones de software libre.[cita requerida] Por las cuestiones políticas implicadas en el término, en especial por la participación de la Free Software Foundation y de su líder y fundador, Richard Stallman, existe controversia acerca de la adopción de esta denominación como la oficial en torno a los desarrollos de software libre y/o de código abierto.
La expresión software no libre (en inglés nonfree software) es usado por la FSF para agrupar todo el software que no es libre, es decir, incluye al llamado en inglés semi-free software (software semilibre) y al propietary software. Asimismo, es frecuentemente utilizado para referirse al software que no cumple con las Directrices de software libre de Debian, las cuales siguen la misma idea básica de libertad en el software, propugnada por la FSF, y sobre las cuales está basada la definición de código abierto de la Open Source Initiative.
Adicionalmente el software de código cerrado nace como antónimo de software de código abierto y por lo tanto se centra más en el aspecto de ausencia de acceso al código que en los derechos sobre el mismo. Este se refiere solo a la ausencia de una sola libertad por lo que su uso debe enfocarse solo a este tipo de software y aunque siempre signifique que es un software que no es libre, no tiene que ser software de código cerrado.
La expresión software privado es usada por la relación entre los conceptos de tener y ser privado. Este término sería inadecuado debido a que, en una de sus acepciones, la palabra "privado" se entiende como antónimo de "público", es decir, que «no es de propiedad pública o estatal, sino que pertenece a particulares», provocando que esta categoría se interpretara como no referente al Estado, lo que produciría la exclusión del software no libre generado por el aparato estatal. Además, el "software público" se asocia generalmente con software de dominio público.[cita requerida]

### Softwarede fuente disponible osource-available
Existen programas que permiten a los usuarios inspeccionar el código fuente, y en algunos casos, sus licencias también permiten que el código fuente sea compilado y modificado para fines de uso personal. Este tipo de software es conocido como software de fuente disponible o source-available en inglés, el cual no necesariamente es considerado software libre o de código abierto, ya que en numerosas ocasiones esta clase de software posee licencias que prohíben la redistribución y/o venta del mismo, ya sea en forma de código fuente o binaria. Algunos ejemplos del software no libre de fuente disponible son las aplicaciones del cliente de la compañía Mega y el editor de gráficos rasterizados Aseprite.

## Ejemplos
Ejemplos de software propietario incluyen la mayoría de productos y/o servicios de empresas como Microsoft, Apple o Adobe. Otros ejemplos de software propietario incluyen Discord, WinRAR, Camtasia Studio, Avast Antivirus, algunos servicios de Android como Google Play, Spotify, algunas versiones de Unix, entre muchos otros ejemplos.
Las distribuciones de software consideradas como propietarias pueden, de hecho, incorporar un modelo de "fuente mixta" que incluya tanto software libre como no libre (propietario) en la misma distribución.

### Principales aplicaciones propietarias vs aplicaciones libres
Esta tabla muestra algunos ejemplos de software propietario con sus contrapartes libres. 
| Tipo de programa               | Software libre          | Software propietario            |
| ------------------------------ | ----------------------- | ------------------------------- |
|                                |                         |                                 |
| Sistema operativo              | GNU/Linux               | Windows, macOS                  |
| Ofimática                      | LibreOffice, OpenOffice | Microsoft Office                |
| Navegador web                  | Mozilla Firefox         | Microsoft Edge, Opera           |
| Reproductor de vídeo           | VLC Media Player        | Windows Media Player            |
| Edición de imágenes            | GIMP                    | Adobe Photoshop                 |
| Diseño de gráficos vectoriales | Inkscape                | Adobe Illustrator, CorelDRAW    |
| Dibujo y pintura               | Krita                   | ClipStudioPaint, Corel Painter  |
| Edición de audio               | Audacity, LMMS          | Adobe Audition, FL Studio       |
| Edición de vídeo               | Kdenlive                | Adobe Premiere, Camtasia Studio |
| Modelado 3D                    | Blender                 | Autodesk Maya, Zbrush           |
| Mensajería                     | Element, Revolt.chat    | Skype, Discord                  |

## Críticas
En la filosofía del proyecto GNU se considera "inmoral" la instalación del software privativo. Su fundador, Richard Stallman ha indicado en múltiples ocasiones que el software privativo al ser adquirido por un particular genera inmediatamente en él el siguiente dilema ético: si el poseedor del programa lo muestra a un amigo y este se lo pide prestado para copiarlo, o soy un buen cliente y entonces mal amigo -por no compartirlo con él- o soy un buen amigo y entonces mal cliente y en algunos casos perseguido por la ley por el hecho de prestar mi software.
Dadas las características del software de código cerrado un usuario común ignora absolutamente el contenido del mismo y por tanto si existe dentro de las líneas del código alguna amenaza contra su equipo o su información, además el usuario no solo tiene prohibido el intentar eliminar o cambiar esa parte del código sino que puede ser perseguido por la ley por el hecho de intentar conocer si existe tal amenaza en dicho software.
Por otra parte, en una sociedad de la información, el software se ha convertido en una herramienta importante de productividad, y una licencia de software privativo constituye un acuerdo o contrato entre dos sujetos jurídicos que voluntariamente acuerdan las condiciones de uso de un programa.